# 火卫一
火卫一，又稱為「福波斯」（英語：Phobos；系統名稱：Mars I），是火星的两颗自然卫星中，距离火星较近且较大的一颗，平均半径为11.1公里，是另一颗卫星火卫二的1.8倍。火卫一的名字是福波斯（意思是害怕），是希腊神话中的战神阿瑞斯（在罗马神话中名叫玛尔斯）之子。
火卫一是一个形状不规则的小天体。围绕火星运动，轨道距火星中心约9400公里，也就是距离火星表面6000公里。火卫一到其母星的距离，比其他已知行星的卫星都要近。火卫一是太阳系中反射率最低的天体之一。火卫一上有一个巨大的撞击坑，叫斯蒂克尼撞击坑。由于轨道离火星很近，火卫一的转动快于火星的自转。因此，从火星表面看，火卫一从西边升起，在4小时15分钟或更短的时间内划过天空，在东边落山。由于轨道周期短以及潮汐力的作用，火卫一的轨道半径會逐渐变小，最终它将撞到火星表面，或者破碎形成火星环。

## 发现
火星的2颗卫星均是在1877年发现的。火卫一是由天文学家阿萨夫·霍尔在1877年8月18日格林威治标准时间09:14，于华盛顿特区的美国海军天文台发现的。（如果采用当代的数据，按1925年前的天文惯例，一天从中午起算，是在华盛顿标准时间8月17日16:06发现的）。霍尔在1877年8月12日07:48（UTC）还发现了火星的另外一个卫星，火卫二。卫星的名字是由伊顿公学的科学教员亨利·马丹（1838-1901）提议的，来自《伊利亚特》第15卷，书中描述了阿瑞斯召见得摩斯（Deimos，意为恐惧）和福波斯（Phobos，意为害怕）。

## 物理特征
火卫一是太阳系内反射率最低的天体。它的光谱上和D-型小行星接近，从表面上看，它的成分类似于碳質球粒物质。火卫一的密度非常低，不可能是实心的岩石。而具有相当多的空隙。这些结果让人想到，火卫一可能是一个大的冰库。光谱观测表明，表面土壤缺水，但这并不排除风化层以下有冰。
很早就有人预测，火卫一和火卫二会产生稀薄的尘埃环，但到目前为止尚未发现。最近火星全球勘察者的图像说明，火卫一上覆盖着一层厚度大于100米的细颗粒土壤，按照假说，这是由其他天体撞击形成的，但不知这些物质是如何附着在几乎没有重力的天体表面的。
火卫一外形不规则，其尺寸是27×22×18km。
火卫一上布满了撞击坑，尽管火卫一很小，位于赤道附近的一个撞击坑中心还有一个山峰。火卫一最突出的表面特征是斯蒂克尼撞击坑，这是用阿萨夫·霍尔妻子的名字，安杰琳·斯蒂克尼·霍尔命名的。斯蒂克尼是她的闺名。正如土卫一的撞击坑赫歇爾撞擊坑，形成斯蒂克尼的撞击可能几乎把火卫一撞得粉碎。火卫一形状古怪的表面上有很多的沟槽和条纹。沟槽典型的深度在30米以下，宽100到200米，长达20千米。最初认为，这都是由形成斯蒂克尼的同一次撞击造成的。然而，火星特快车的结果表明，这些沟槽并非在斯蒂克尼的径向。而是集中在火卫一轨道迎风面的顶端（离斯蒂克尼不远）。研究人员怀疑，这是由撞击火星溅射出来的物质凿出来的。这样，这些沟槽实际就是一串撞击坑。这些沟槽在靠近背风面时就逐渐消失了。根据其不同的年代，这些沟槽可以分为12组，代表至少12次火星撞击事件。在灶神星上也有这样的沟槽，但科学家们目前并不认为这些沟槽具有相同的成因。
只有一塊名為凯顿的陨石被认为是来自火卫一，但这也很难确认，因为目前对火卫一的成分还知之甚少。

### 撞擊坑
火衛一上的撞擊坑，以格列佛遊記的人物和研究火衛一的著名天文學家命名。
| 名稱               | 坐標                            | 名字來源                                    |
| ------------------ | ------------------------------- | ------------------------------------------- |
| 克拉斯垂尔撞擊坑   | 60°N 91°W / 60°N 91°W           | 克拉斯垂爾，格列佛遊記的人物。              |
| 德亞瑞司特撞擊坑   | 39°S 179°W / 39°S 179°W         | 羅雷爾·路德威·德亞瑞司特，德國天文學家。    |
| 德隆洛撞擊坑       | 36°30′N 92°00′W / 36.5°N 92°W   | 德隆洛，格列佛遊記的人物。                  |
| 佛林奈撞擊坑       | 60°N 350°W / 60°N 350°W         | 佛林奈，格列佛遊記的人物。                  |
| 格力锥格撞擊坑     | 81°N 195°W / 81°N 195°W         | 格力锥格，格列佛遊記的人物。                |
| 格列佛撞擊坑       | 62°N 163°W / 62°N 163°W         | 格列佛，格列佛遊記的主角。                  |
| 霍爾撞擊坑         | 80°S 210°W / 80°S 210°W         | 阿薩夫·霍爾，美國天文學家，火衛一的發現者。 |
| 林托克撞擊坑       | 11°S 54°W / 11°S 54°W           | 林托克，格列佛遊記的人物。                  |
| 厄皮克撞擊坑       | 7°S 297°W / 7°S 297°W           | 恩斯特·厄皮克，愛沙尼亞天文學家。           |
| 瑞颛沙撞擊坑       | 41°N 39°W / 41°N 39°W           | 瑞颛沙，格列佛遊記的人物。                  |
| 洛希撞擊坑         | 53°N 183°W / 53°N 183°W         | 愛德華·洛希，法國天文學家。                 |
| 夏普利斯撞擊坑     | 27°30′S 154°00′W / 27.5°S 154°W | 畢文·夏普利斯，美國天文學家。               |
| 史克洛夫斯基撞擊坑 | 24°N 248°W / 24°N 248°W         | 約瑟夫·史克洛夫斯基，蘇聯天文學家。         |
| 斯开瑞士撞擊坑     | 52°30′N 320°00′W / 52.5°N 320°W | 斯开瑞士，格列佛遊記的人物。                |
| 斯蒂克尼撞擊坑     | 1°N 49°W / 1°N 49°W             | 莉娜·斯蒂克尼，阿薩夫·霍爾的妻子。          |
| 陶德撞擊坑         | 9°S 153°W / 9°S 153°W           | 大衛·畢克·陶德，美國天文學家。              |
| 溫德爾撞擊坑       | 1°S 132°W / 1°S 132°W           | 奧利弗·溫德爾，美國天文學家。               |

### 區
火衛一上的區(地形特徵與周圍環境明顯不同)，以格列佛遊記的地名命名。
| 名稱     | 名字來源                   |
| -------- | -------------------------- |
| 拉普塔區 | 拉普塔，漂浮在空中的島國。 |

### 平原
火衛一上的平原，以格列佛遊記的地名命名。
| 名稱       | 名字來源                                       |
| ---------- | ---------------------------------------------- |
| 拉格多平原 | 拉格多，受到拉普塔高壓統治的巴爾尼巴比國首都。 |

### 皺脊
火衛一上的皺脊，以著名天文學家命名。
| 名稱       | 名字來源                                |
| ---------- | --------------------------------------- |
| 克卜勒皺脊 | 約翰內斯·克卜勒，德國天文學家及數學家。 |

## 轨道特性

火卫一、火卫二的轨道示意图（成比例）。视角在火星北极上方。火卫一比火卫二的公转快3.96倍。

火卫一与其母星超乎寻常的近，由此产生了一些很奇特的效果。火卫一的轨道低于火星的同步轨道，结果就是它的运动快于火星的自转。因此，每个火星日，火卫一差不多有2次（每11小时6分）从西边升起，飞快地划过天空（4小时14分或更短），在东边落下。由于火卫一的轨道低且在赤道面内，在火星上，纬度高于70.4°的地方，火卫一就位于地平线以下了。由于轨道很低，从火星上看，火卫一的角直径随其在天空的位置而变化。在地平线上，火卫一是0.14°，在天顶是0.20°，宽度是从地球上看到的满月的1/3。作为对比，在火星天空，太阳的视角是0.35°。从火星上观测，火卫一的星相是0.3191天（火卫一的朔望周期），只比火卫一的恒星周期长13秒。
从火卫一上看，火星比从地球上看到满月大6400倍，亮2500倍，占半个天球宽度的1/4。火星－火卫一的拉格朗日L1点位于斯蒂克尼撞击坑上方2.5km，离火卫一表面的距离近得不可思议。

机遇号拍摄的火卫一凌日。

### 凌日
火星表面上的观测者会看到火卫一定期凌日。机遇号火星车拍到了几次这样的凌日。凌日期间，火卫一的影子会投射到火星表面上，这被好几个火星探测器拍摄到了。火卫一不够大，不能覆盖整个日盘，因此不可能引起日全食。

### 未来的毁灭
火卫一的周期短于一个火星日，由于潮汐减速，火卫一的半径正以每个世纪20米（每年20厘米）的速度逐渐减小。估计在一千一百万年后，它将撞上火星表面，或者很有可能成为火星环。假定火卫一的形状不规则，是一堆石头（特别的摩尔－库伦体），计算表明，目前火卫一对于潮汐力还是稳定的。但如果轨道半径下降略大于2000千米，即下降到7100千米左右，估计火卫一就将越过刚体洛希极限。更新的计算说明，破碎的时间大约为距今760万年的未来。在这个距离上，火卫一可能将破碎形成一个环系统，这个环将继续缓慢地向着火星回旋运动。

## 起源

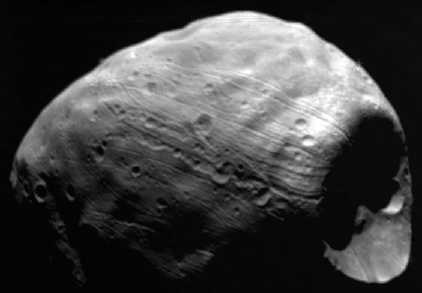
海盗1号拍摄的图像。斯蒂克尼陨石坑位于右侧。

火星卫星的起源目前仍有争议。火卫一和火卫二和碳质小行星（C型小行星）有很多共同之处，其光谱、反照率以及密度与C型或者D型小行星很相似，因此有一种假设是2个卫星都是被捕获的主带小行星。2个卫星的轨道很圆，几乎就在火星的赤道面内。因此，就需要一种机制，把初始偏心率高且倾斜的轨道调整为赤道面内的圆轨道。这种机制很可能就是大气阻力加上潮汐力，但对于火卫二，还不清楚是否有足够的时间来完成这种轨道调整。捕获还需要能量的耗散。对于目前的火星，要通过大气阻尼来捕获火卫一大小的天体，大气太稀薄了。杰弗里·兰迪斯指出，如果是双小行星，是可能被捕获的，并在潮汐力作用下彼此分开。
火卫一可能是太阳系的第二代天体，是在火星形成后才合成的，而不是从形成火星的星云中与火星同时诞生的。
另外一个假设是，火星周围曾经有很多火卫一、火卫二大小的天体，可能是火星与大的星子撞击溅射出来的。火卫一内部多孔（根据其密度1.88g/cm3，估算空洞占火卫一体积的25%-35%），这与其来自小行星的假设不相符。对火卫一的热红外观测表明，其成分主要是层状硅酸盐，众所周知，这是火星表面上的物质。火卫一的光谱不同于各种球粒陨石，再次说明它并非源自小行星。两方面的发现都说明，火星被撞击后，溅射出来的物质在火星轨道上重新吸积，形成了火卫一。这与月球的主流起源理论类似。

## 斯科洛夫斯基“火卫一空心”假说
1950年代末至1960年代，火卫一特殊的轨道特性让人们想到，火卫一可能是空心的。
1958年前后，在研究火卫一的长期加速时,俄罗斯天文学家艾欧斯·塞姆洛维奇·.斯科洛夫斯基提出，火卫一是“薄层金属”结构。这个假说甚至让有些人猜想火卫一是人造的。斯科洛夫斯基根据对火星高层大气密度的估计，推断如果大气的微弱刹车效应能使火卫一长期加速，火卫一必须非常轻——计算出一个外径16km（9.9英里）但厚度不到6cm的空心铁球。1960年，当时美国总统艾森豪威尔的科学顾问弗雷德·辛格在致航天杂志的信中谈到斯科洛夫斯基的理论：
|  | 如果根据天文观测，卫星真的是在沿螺旋线向内运动，对此假说就没有什么异议了，那么火卫一是空心的，且来自火星。这个“如果”取决于天文学观测。观测也可能有误，因为观测结果来自间隔数十载、由不同的观测者用不同的仪器得到的几组不相关的测量数据。仪器误差可能对结果会有影响。 |

此后，人们发现辛格预计的系统误差确实存在，因此对假说产生了异议。1969年，有了精确的轨道测量，说明并不存在这种不一致性。但辛格的异议也不无道理，因为早期的研究过高估计了高度的减小速度（5cm/年），后来修正后，为1.8cm/年。现在认为，长期加速的原因是潮汐作用，而早期的研究并没有考虑这个因素。目前，已经有飞船对火卫一的密度直接进行了测量，为1.887g/cm3。目前的观测认为，火卫一是一个石头堆。此外，七十年代早期海盗号探测器获得的图像明确显示，火卫一是个天然的天体，不是人造的。
然而，根据火星快车的测绘计算得到的体积确实说明卫星内部存在空洞。火卫一並非一块实心的岩石，而是一个多孔的物体。火卫一的孔隙率的计算值是30%+/-5%. 颗粒和石块间的空隙大多较小（mm到约1m）。

## 探测

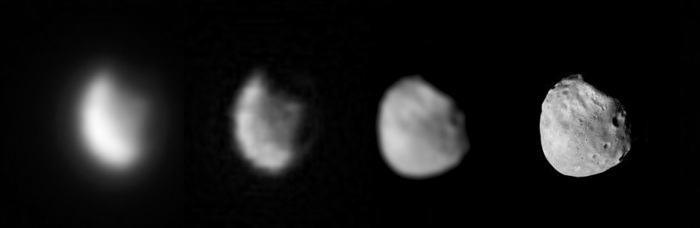
在過去一段時間内，火衛一的影像品質已经有了很大的提高。这张圖片是對火星車和火星環繞飛行器拍攝的火衛一的影像的比较。

已經有幾個飛船给火衛一拍攝了近照。這些飛船的本身的任務是對火星成像，最早是1971年水手9號，此后是1977年海盗1號，1998年、2003年火星全球勘察者，2004年，2008年和2010年火星快車，2007年和2008年火星偵查軌道器。2005年8月25日，勇氣號火星車由於風吹散了太陽電池板上的塵土，獲得了額外的能量，从火星表面拍攝了幾張曝光時間較短的夜晚天空照片，照片上可以清楚看到火衛一和火衛二。專門的火衛一探测器是1988年發射的蘇聯的福布斯1號和福布斯2號。前者在奔火途中就失踪了，後者（包括著陸器）返回了一些數據和圖像，但在開始衛星表面詳查後不久就失效了。其他的火星任務採集了更多的數據，但下一個專門的任務是2011年發射的採樣返回任務。
俄羅斯太空局在2011年11月發射了名為「福布斯-土壤」的火衛一土壤採樣任務，返回艙中還包括一個行星學會的生命科學實驗——生命星際飛行試驗（LIFE）。参加此次任務的還有中國國家航天局計畫送進火星軌道的探測飛船螢火一號，以及科研用的土壤研磨和篩分設備。然而，在到達地球軌道後，福布斯-土壤探測器未能接續點火向火星前進；在一連串嘗試失敗後，最終在2012年1月15日墜毁於地球上。

### 計畫中或建議的探測
據報導，2007年歐洲航空國防航天公司（今空中巴士公司）旗下的阿斯特里姆公司規劃了一個到火衛一的技術演示任務。阿斯特里姆公司目前参与歐洲太空總署的一个火星采样返回任务，这个任务是曙光女神計劃的一部分。将一个航天器送往重力场很小的火卫一，是测试验证最终到火星采样返回任务的好途径。这个任务规划于2016年启动，将持续3年。公司机将使用一个离子推进的“母船”，释放一个着陆器到火卫一表面。着陆器将进行一些测试和实验，把样品采集到一个舱内，然后返回到母船上，返回地球，样品将被投掷到地面，等待回收。

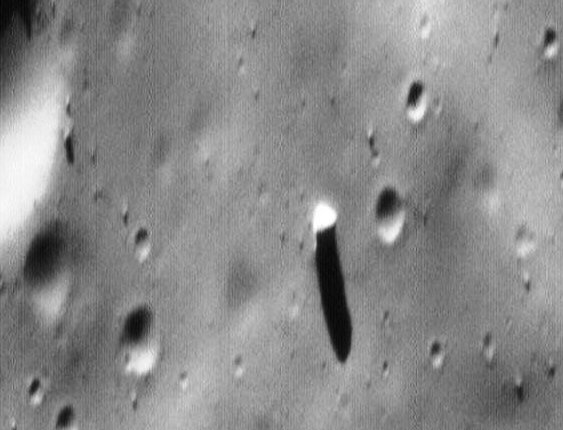
火卫一独石（中部偏右），由火星全球勘察者于1998年拍摄。（编号：MOC Image 55103）

2007年，加拿大太空總署资助了Optech公司和火星研究所的一项研究，这是到火卫一的无人探测任务，名叫PRIME（Phobos Reconnaissance and International Mars Exploration，火卫一侦查和国际火星探测）。建议PRIME飞船的着陆地点为火卫一的独石，这是斯蒂克尼坑附近的一个明亮的物体，投射下了明显的影子。2009年7月22日，C-Span采访航天员巴兹·奥尔德林时，他提到这个独石说，“我们应该大胆去往人类没有去过的地方。飞跃彗星，访问小行星，访问火星的卫星。这个土豆形状的天体每7个小时绕火星一圈，上面的独石是一个很特别的结构。人们发现后就提问：是谁把这个东西放在那里的？是宇宙放的，如果你愿意，也可以说是上帝放的……”PRIME任务将包括一个着陆器和一个轨道器[62]，分别将携带4个仪器，用于研究火卫一的各种地质特征。到2009年4月20日，PRIME还没有明确的发射计划。
2008年，NASA格林研究中心开始研究使用电推进的火卫一火卫二采样返回任务。该项研究形成了Hall任务概念，一个新的前沿级任务，目前仍在进一步的研究中。
已经有人提出，火卫一是载人登陆火星任务的早期目标。由人类在火卫一上对火星上的机器人进行遥操作，可以保证没有显著的时间延迟。行星保护主义者所担心的火星早期探索所涉及的问题，通过这种方法也可以得到解决。同样，火卫一也是载人登火星任务的目标，因为在火卫一上登陆比在火星表面登陆要容易和便宜很多。奔向火星的着陆器需要在没有任何辅助设备的情况下，能够进入大气，随后返回到轨道上（这种能力载人航天器还从来没有尝试过），否则就需要在当地建设辅助设备（一个殖民或支撑任务）。而火卫一的着陆器，只需要根据月球着陆器和小行星着陆器来进行设计。人类对火卫一的探测，可以成为人类探火星的催化剂，这本身就是激动人心而且从科学上有价值的。